# Jacques Weber
Jacques Weber (París, Francia; 23 de agosto de 1949) es un actor, guionista y director de cine francés.
Jacques Weber nació en París en una familia burguesa con un padre de origen suizo. Estudiante en el Liceo Carnot, sus compañeros Francis Huster y Jacques Spiesser con el que entró en el Conservatorio Municipal en París. Siguió sus clases de teatro en la escuela de la rue Blanche y luego se unió al Conservatorio en 1969. Es en este momento que conoce a Pierre Brasseur quien se convierte en su mentor, viviendo a su lado un año y medio. Se negó a entrar en la Comedie-Française. En 1972, es Haroun en Faustine y el bel verano y desempeña el papel de Hugo en Estado de sitio de Costa-Gavras. En Placer maligno (Le Malin Plaisir), seducido por actriz Claude Jade, actor Jacques Weber juega completamente desnudo. Se convierte en un símbolo sexual en el cine de los años 70. En 1982 es Bel-Ami de Guy de Maupassant en la adaptación de Pierre Cardinal. En televisión interpretó, entre otros, l conde de Monte Cristo de Denys de La Patellière y el juez Antoine Rives en la serie de Gilles Béhat.
Él ha interpretado 500 veces el papel titular de Cyrano de Bergerac, pero en la película Cyrano de Bergerac, en 1990, es De Guiche quien interpreta.

## Filmografía

### Cine

#### 1970-1979
- 1971: Raphaël ou le Débauché - Michel Deville
- 1972: Faustine et le bel été - Nina Companeez
- 1972: L'Humeur vagabonde - Édouard Luntz
- 1973: Estado de sitio - Costa-Gavras
- 1973: R.A.S. - Yves Boisset
- 1973: Projection privée - François Leterrier
- 1974: La mujer con botas rojas - Juan Luis Buñuel
- 1975: Placer maligno - Bernard Toublanc-Michel
- 1975: Une femme fatale - Jacques Doniol-Valcroze
- 1975: I Baroni - Gian Paolo Lomi
- 1975: Aloïse - Liliane de Kermadec
- 1977: Un amour de sable - Christian Lara
- 1979: L'Adolescente - Jeanne Moreau

#### 1980-1989

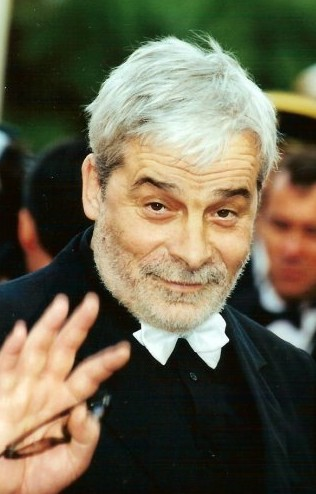
Jacques Weber en el Festival de Cannes en 1999.

- 1984: Rive droite, rive gauche - Philippe Labro
- 1985: Adolescente, sucre d'amour - Jocelyne Saab
- 1985: Escalier C - Jean-Charles Tacchella
- 1986: Suivez mon regard - Jean Curtelin
- 1986: Un homme et une femme : Vingt ans déjà - Claude Lelouch
- 1988: La Visione del Sabba - Marco Bellocchio
- 1989: À deux minutes près - Éric Le Hung
- 1989: Le Crime d'Antoine - Marc Rivière

#### 1990-1999
- 1990: Cyrano de Bergerac - Jean-Paul Rappeneau
- 1990: Lacenaire - Francis Girod
- 1993: Rupture(s) - Christine Citti
- 1995: Le Petit Garçon - Pierre Granier-Deferre
- 1996: Beaumarchais, l'insolent - Édouard Molinaro
- 1998: Don Juan - Jacques Weber
- 1998: Que la lumière soit ! - Arthur Joffé
- 1999: Tôt ou tard - Anne-Marie Étienne

#### 2000-2009
- 2002: La Panne - Pierre Pampini (Cortometraje)
- 2003: 7 ans de mariage - Didier Bourdon
- 2006: Le Poids du silence Cortometraje de David Benmussa
- 2006: Les Aristos - Charlotte de Turckheim
- 2007: Les Ambitieux - Catherine Corsini
- 2007: Odette Toulemonde - Éric-Emmanuel Schmitt
- 2008: Intrusions - Emmanuel Bourdieu
- 2009: Le Bal des actrices - Maïwenn
- 2009: Fais-moi plaisir ! - Emmanuel Mouret

#### 2010-
- 2010: Ensemble, c'est trop - Léa Fazer
- 2012: Sur la piste du Marsupilami - Alain Chabat
- 2012: Arrête de pleurer Pénélope - Corrine Puget
- 2012: Bienvenue parmi nous - Jean Becker

### Televisión

#### 1970-1979
- 1970: Lancelot du lac - Claude Santelli
- 1970: Au théâtre ce soir : Un ange passe (Pierre Brasseur) director : Pierre Sabbagh
- 1971: Tartuffe (Molière director : Marcel Bluwal
- 1972: Mauprat - Jacques Trébouta
- 1973: Hilda Muramer - Jacques Trébouta
- 1977: Les Rebelles - Pierre Badel
- 1977:  Le Loup blanc - Jean-Pierre Decourt
- 1979: Bernard Quesnay - Jean-François Delassus
- 1979: Le Comte de Monte-Cristo - Denys de La Patellière

#### 1980-1989
- 1981: Le Mariage de Figaro - Pierre Badel
- 1983: Les Poneys sauvages - Robert Mazoyer
- 1983: Bel ami - Pierre Cardinal
- 1987: Vaines recherches - Nicolas Ribowski
- 1989: Adieu Christine - Christopher Frank

#### 1990-1999
- 1990: Haute tension - Meurtres en douce - Patrick Dromgoole
- 1991: Le Dernier mot - Gilles Béhat
- 1993: Antoine Rives, juge du terrorisme - Gilles Béhat y Philippe Lefebvre
- 1994: Le Misanthrope - Mathias Ledoux
- 1994: Bari (Baree) - Arnaud Sélignac
- 1996: La Femme de la forêt - Arnaud Sélignac
- 1996: Chienne de vie - Bernard Uzan
- 1996: Papa est un mirage - Didier Grousset

#### 2000-2009
- 2000: Bérénice - Jean-Daniel Verhaeghe
- 2001: L'Affaire Kergalen - Laurent Jaoui
- 2001: Tel père, tel flic - Éric Woreth
- 2001: Mausolée pour une garce - Arnaud Sélignac
- 2002: Ruy Blas - Jacques Weber
- 2007: La Lance de la destinée - Dennis Berry
- 2008: Figaro (Beaumarchais) - Jacques Weber con Denis Podalydès y Isabelle Adjani
- 2008: Les Héritières - Harry Cleven
- 2009: Folie douce - Josée Dayan

#### 2010-
- 2011: Le Grand Restaurant II - Gérard Pullicino
- 2011: Mystère au Moulin Rouge - Stéphane Kappes
- 2011: Joseph l'insoumis - Caroline Glorion
- 2012: Sur la piste du Marsupilami - Alain Chabat
- 2012: Arrête de pleurer Pénélope - Juliette Arnaud, Corinne Puget
- 2012: Bienvenue parmi nous - Jean Becker
- 2012: Bad Girl - Patrick Mille - Patrick Mille
- 2013: Un prince (presque) charmant - Philippe Lellouche
- 2013: Le grand retournement - Gérard Mordillat
- 2013: Désolée pour hier soir - Hortense Gelinet
- 2014: Les Yeux jaunes des crocodiles - Cécile Telerman
- 2015: Quand je ne dors pas - Tommy Weber
- 2015: Le passager - Jérôme Cornuau
- 2015: Les Bêtises - Rose and Alice Philippon
- 2016: Death in Sarajevo -
- 2017: La Mante - Rose and Alice Philippon

## Teatro
- 1969 : Tchao (Marc-Gilbert Sauvajon) PeS Jacques-Henri Duval.

### 1970-1979
- 1971: La Convention Belzébir (Marcel Aymé) PeS René Dupuy.
- 1971: Crime et Châtiment (Fiodor Dostoievski) PeS Robert Hossein.
- 1972: Les Bas-fonds (Máximo Gorki) PeS Robert Hossein.
- 1973: Jean-Baptiste Poquelin PeS Jacques Weber.
- 1973: Los enredos de Scapin (Molière) PeS Jacques Weber.
- 1975: Crimen y castigo (Fiódor Dostoyevski) PeS Robert Hossein.
- 1976: Le Neveu de Rameau (Denis Diderot) PeS Jacques Weber.
- 1977: La Putain respectueuse (Jean-Paul Sartre) PeS Jacques Weber.
- 1977: Le Nouveau Monde (Villiers de l'Isle-Adam) PeS Jean-Louis Barrault.
- 1977: Arrête ton cinéma - Gérard Oury.
- 1978: Maître Puntila et son valet Matti (Bertolt Brecht) PeS Guy Rétoré.
- 1979: La fierecilla domada (William Shakespeare) PeS Jacques Weber.

### 1980-1989
- 1980: Las bodas de Fígaro (Beaumarchais) PeS Françoise Petit y Maurice Vaudaux.
- 1980: Les Amours de Jacques le Fataliste (Denis Diderot) PeS Francis Huster.
- 1980: Deux heures sans savoir PeS Jacques Weber.
- 1980: Spartacus (Bernard-Joseph Saurin) PeS Jacques Weber.
- 1982: Une journée particulière (Ettore Scola) PeS Françoise Petit.
- 1983: Le Rêve de d'Alembert (Denis Diderot) PeS Jacques Kraemer.
- 1983: Cyrano de Bergerac (Edmond Rostand) PeS Jérôme Savary.
- 1985: Deux sur la balançoire (William Gibson) PeS Bernard Murat.
- 1985: À vif PeS Jacques Weber.
- 1987: Monte Cristo (Alexandre Dumas) PeS Jacques Weber.
- 1987: Dom Juan (Molière) PeS Francis Huster.
- 1988: Monte Cristo (Alexandre Dumas) PeS Jacques Weber.
- 1988: Nocturnes (Stefan Zweig) PeS Jacques Weber, Serge Marzolff.
- 1988: El misántropo (Molière) PeS Jacques Weber.

### 1990-1999
- 1990: Le Chant du départ (Ivane Daoudi) PeS Jean-Pierre Vincent.
- 1990: El misántropo (Molière) PeS Jacques Weber.
- 1991: Seul en scène PeS Jacques Weber.
- 1991: Maman Sabouleux y 29 degrés à l'ombre (Eugène Labiche) PeS Isabelle Nanty.
- 1991: La escuela de las mujeres (Molière) PeS Jean-Luc Boutté.
- 1992: Mystification (Denis Diderot) PeS Jacques Weber.
- 1993: La fierecilla domada (William Shakespeare) PeS Jérôme Savary.
- 1994: Tartufo (Molière) PeS Jacques Weber.
- 1995: Tartufo (Molière) PeS Jacques Weber.
- 1996: La torre de Nesle (Roger Planchon a partir de Alexandre Dumas) PeS Roger Planchon.
- 1996: Gustave et Eugène (Gustave Flaubert) PeS Jacques Weber, Arnaud Bédouet.
- 1997: La torre de Nesle (Roger Planchon a partir de Alexandre Dumas) PeS Roger Planchon.
- 1998: Une journée particulière (Ettore Scola) PeS Jacques Weber.
- 1999: La Controverse de Valladolid (Jean-Claude Carrière) PeS Jacques Lassalle.

### 2000-2009
- 2000: La Vie de Galilée (Bertolt Brecht) PeS Jacques Lassalle.
- 2002: Fedra (Jean Racine) PeS Jacques Weber.
- 2002: Le Limier (Anthony Shaffer) PeS Didier Long.
- 2003: Jacques Weber raconte... Monsieur Molière ! desde Mikhaïl Boulgakov.
- 2004: L'Évangile selon Pilate (Éric-Emmanuel Schmitt) PeS Christophe Lidon.
- 2004: Seul en scène.
- 2004: Ondine (Jean Giraudoux).
- 2006: Cyrano Christine Weber PeS André Serré.
- 2006: Love letters (Albert Ramsdell Gurney) PeS Sandrine Dumas.
- 2007-2008: Débats 1974-1981 desde los debates TV entre Valéry Giscard d'Estaing y François Mitterrand en 1974 y 1981 PeS Jean-Marie Duprez.
- 2008: Sacré nom de dieu (Arnaud Bédouet desde (Gustave Flaubert) PeS Loïc Corbery.
- 2009: César, Fanny, Marius desde Marcel Pagnol PeS Francis Huster.
- 2009: Seul en scène.

### 2010-
- 2010: Solness le constructeur (Henrik Ibsen) PeS Hans-Peter Cloos.
- 2010: Éclats de vie Escrito y PeS Jacques Weber.
- 2011: Quelqu'un comme vous (Fabrice Roger-Lacan) PeS Isabelle Nanty.

## Premios
- 1991: Cesar al mejor actor secundario por Cyrano de Bergerac.